# Candice Davis
Candice Davis, född den 26 oktober 1985, är en amerikansk friidrottare som tävlar i häcklöpning.
Davis första internationella mästerskapsstart var inomhus-VM 2008 i Valencia där hon blev silvermedaljör på 60 meter häck på tiden 7,93. Den enda som slog henne i loppet var landsmannen LoLo Jones.

## Personliga rekord
- 60 meter häck - 7,90
- 100 meter häck - 12,71